# Monstrilla californiensis
Monstrilla californiensis is een eenoogkreeftjessoort uit de familie van de Monstrillidae. De wetenschappelijke naam van de soort is voor het eerst geldig gepubliceerd in 1976 door Trinast.